# FB Polarfuchs
Le FB Polarfuchs est un petit navire océanographique allemand  (FB, en allemand : Forschungsboot), propriété de la République fédérale d'Allemagne, représentée par le ministère fédéral de l'Education et de la Recherche. Le navire est exploité par  l' IFM-GEOMAR-Leibniz-Institut für Meereswissenschaften (L'Institut Leibneiz d'océanogaphie), géré par RF Forschungsschiffahrt GmbH (de) à Brême.
Lee GEOMAR exploite également le navire de recherche FS Poseidon, ainsi que le cotre de recherche FS Alkor et le bateau FK Littorina.

## Description
Le bateau a été construit en 1982 sur le chantier naval Fr. Fassmer GmbH & Co. KG à Berne en tant qu'annexe de laboratoire pour le navire de recherche RV Polarstern.
En 1996, toutefois, le bateau fut déclassé et remplacé par un bateau moderne, car il était difficile de navigation par mer agitée et ne répondait plus aux exigences d'un bateau de sauvetage moderne. En outre, la coque en aluminium ne convenait pas pour travailler dans la glace.
En 1997, le Polarfuchs remplaça l'ancien bateau Sagitta de l’ Institut für Meereskunde Kiel (en) construit en 1966 après avoir été transformé pour sa nouvelle tâche dans la région côtière de la mer Baltique. Il est principalement utilisé pour la recherche écologique marine et l’enseignement dans les eaux de la côte baltique du Schleswig-Holstein (baie de Kiel, Eckernförde Bay (en) et baie de Lübeck, dans le Schlei et autour de l'île de Fehmarn).

## Galerie

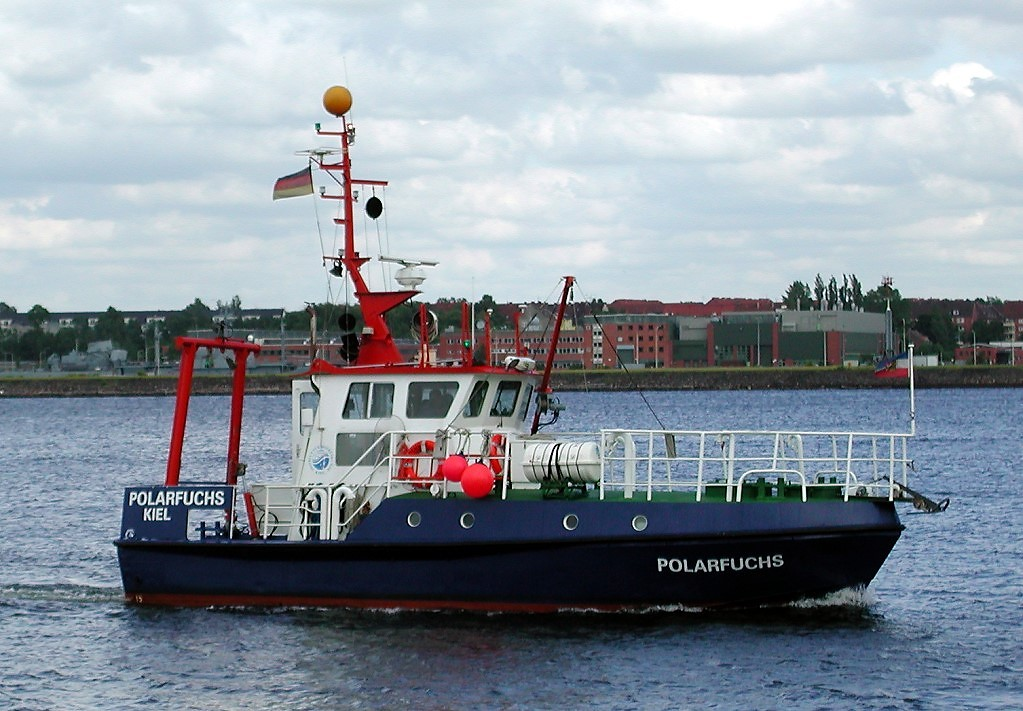
FB Polarfuchs
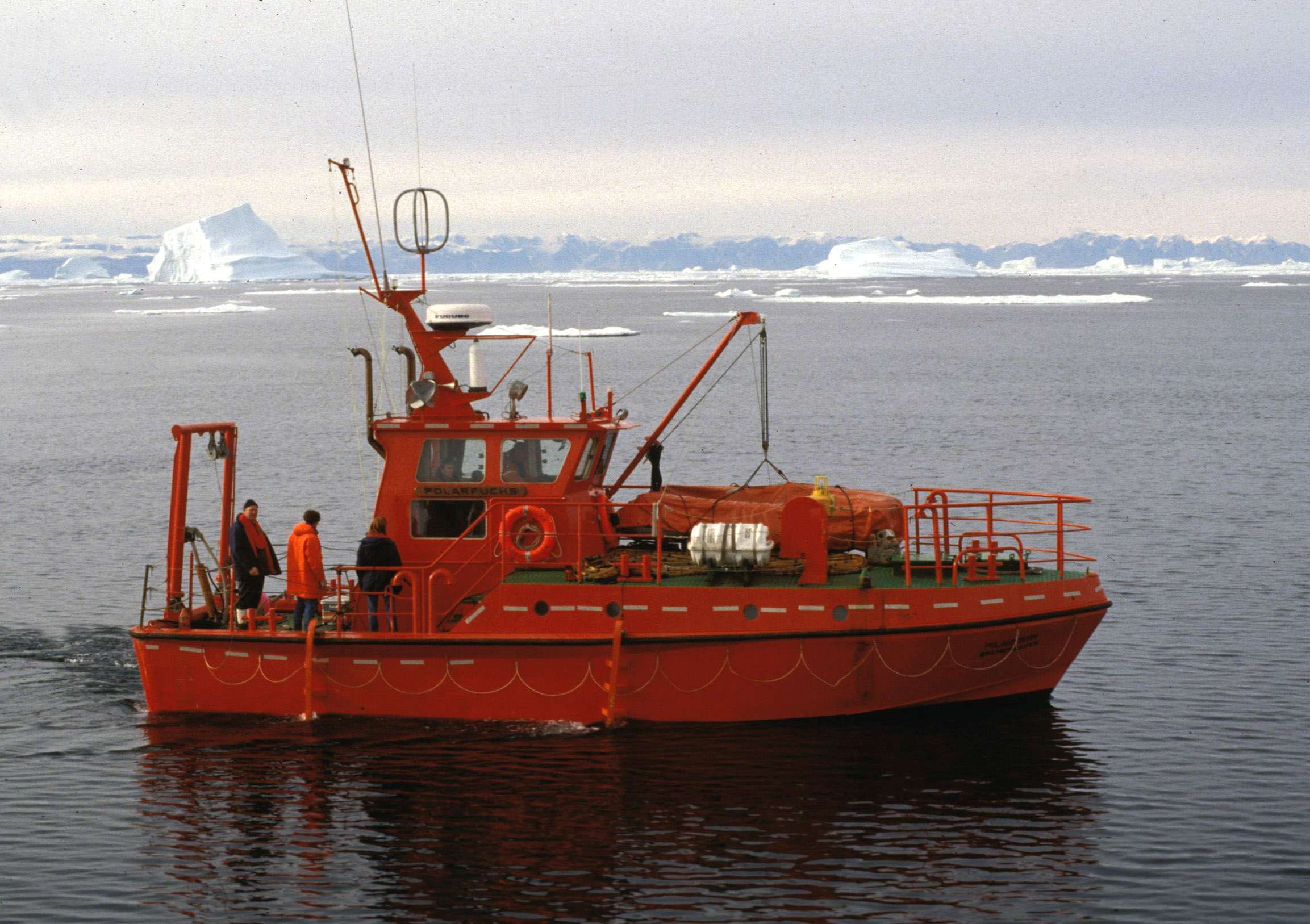
Polarfuchs en 1994